# Iablanița, Mehedinți
Iablanița este un sat în comuna Pădina din județul Mehedinți, Oltenia, România. Se află în partea de est a județului, în Podișul Bălăciței.